# Reconocimiento de matrimonio igualitario en Estados Unidos
Los matrimonios entre parejas del mismo sexo están legalmente reconocidas en todos los estados y territorios de los Estados Unidos, excepto en la Samoa Americana. Todos los estados tienen matrimonios homosexuales y algunos también otros tipos de uniones como uniones civiles, parejas de hecho y relaciones de beneficio recíproco. 
El gobierno federal reconoce únicamente el matrimonio entre personas del mismo sexo y no otros tipos de uniones.
Hawái fue el primer estado en reconocer una unión del mismo sexo en 1997 a través de la «Ley de Beneficiarios Recíprocos», mientras que Massachusetts fue el primero en legalizar el matrimonio igualitario en 2004.
Tras años de disputas legales, las sentencias de la Corte Suprema de los Estados Unidos en los casos United States v. Windsor (26 de junio de 2013) y Obergefell v. Hodges (26 de junio de 2015), legalizaron el matrimonio homosexual en los cincuenta estados.

## La ley federal
El asunto legal en torno al matrimonio homosexual en Estados Unidos es complicado debido al sistema federal del país. Tradicionalmente, el gobierno federal no estableció su propia definición del matrimonio; cualquier matrimonio otorgado por uno de los estados fue reconocido por el gobierno federal por defecto, aunque no lo fuera por uno o más de los estados (como fue el caso con el matrimonio interracial antes de 1967 cuando aún había estados que lo prohibían).
Sin embargo, en 1996, con la aprobación de la Ley de Defensa del Matrimonio, el matrimonio se definió explícitamente como una unión entre un hombre y una mujer a los efectos de la ley federal, por lo que el matrimonio homosexual no era reconocido a nivel federal.
El Government Accountability Office (GAO) de Estados Unidos identificó un total de 1.049 beneficios relativos al matrimonio a escala federal en 1997. En un sondeo actualizado llevado a cabo en el 2004, este número ascendió a 1.138. Algunos de los beneficios que las parejas casadas reciben del gobierno federal (y que los homosexuales no recibían antes del reconocimiento federal) incluyen los beneficios del Seguro Social, los beneficios para los veteranos de guerra, el seguro médico, Medicaid, las contribuciones a la herencia e impuestos sobre sucesiones, los ahorros para la jubilación, las pensiones, los actos de ausencia familiar para la baja por maternidad y las leyes de inmigración respecto a la obtención de la tarjeta verde y la nacionalidad.

## Matrimonio entre personas del mismo sexo
El matrimonio para parejas del mismo sexo están legalmente reconocido en todos los estados y territorios de los Estados Unidos, excepto en la Samoa Americana.
Los cincuenta estados tienen diferentes leyes de matrimonio, que deben adherirse a las sentencias de la Corte Suprema de los Estados Unidos que reconocen el matrimonio como un derecho fundamental. Sus sentencias en los casos United States v. Windsor (26 de junio de 2013) y Obergefell v. Hodges (26 de junio de 2015) ordenan a los estados tanto celebrar matrimonios homosexuales como reconocer los celebrados en otros estados..

### Massachusetts
El primer estado en legalizar el matrimonio homosexual fue Massachusetts. En 2003, el Tribunal Supremo de Massachusetts dictaminó en favor de parejas del mismo sexo en una decisión 4-3. Ordenaron a la legislatura a arreglar el problema; en una opinión separada, el Tribunal rechazó los intentos de optar por las uniones civiles en su lugar, insistiendo en que el matrimonio homosexual era el único remedio apropiado. La decisión entró en vigor el 17 de mayo de 2004. La ley de 1913 que prohibía el matrimonio homosexual para los transeúntes fue derrogada el 31 de julio de 2008. Un intento para reintroducir esa ley fracasó en agosto de 2008.

### California
El 15 de mayo de 2008, el Tribunal Supremo de California dictaminó que la ley existente sobre las parejas de hecho, a pesar de que proveía casi todos los mismos derechos que el matrimonio, iba en contra de la Constitución de California. Como resultado de ello, el Tribunal revocó la Propuesta 22 (un referendo que prohibió el matrimonio homosexual por ley) y las partes de la Ley de Matrimonio del estado que definía el matrimonio como una unión entre un hombre y una mujer. El Tribunal rechazó las peticiones para revertir o aplazar la decisión y entró en vigor el 16 de junio de 2008. El Congreso de California había aprobado previamente una propuesta para legalizar el matrimonio homosexual, pero fue vetada por el gobernador, Arnold Schwarzenegger. El 4 de noviembre de 2008, la decisión fue anulada cuando los votantes aprobaron la Propuesta 8, otro referendo que esta vez cambió la Constitución del estado, revirtiendo la sentencia del Tribunal. El Tribunal Supremo dictaminó más tarde que las parejas homosexuales que se casaron durante el período de legalización siguen siendo casados (bajo el principio de la cláusula de exención), sólo que el estado ya no puede otorgar más certificados de matrimonio. Como resultado, todas las parejas homosexuales casadas en otros estados reciben los beneficios del matrimonio bajo la ley de California, aunque sólo los realizados antes del 5 de noviembre de 2008 reciben la denominación de "matrimonio". Vaughn Walker, un juez de la Corte de Distrito de los Estados Unidos revocó la Propuesta 8 el 4 de agosto de 2010 en el caso de Perry v. Schwarzenegger, declarándola una violación de la Constitución Nacional. El juez emitió una orden contra la aplicación de la Propuesta 8 y aplazó su decisión. Walker levantó la suspensión el 12 de agosto de 2010, así legalizando el matrimonio entre personas del mismo sexo. Este tipo de decisión puede tener efectos nacionales, ya que fue basada en la Constitución de los Estados Unidos, a diferencia de las otras sentencias en el pasado que se trataban de las constituciones estatales. El 16 de agosto de 2010, el Tribunal de Apelaciones del Noveno Circuito aplazó la decisión de Walker y ordenó al demandado (el grupo que llevó a cabo la campaña a favor de la Propuesta 8) a explicar porque tenían el derecho a recurrir la sentencia, ya que el estado de California no se opuso a la sentencia de Walker. El 17 de agosto de 2010, el mismo panel del Noveno Circuito escuchó argumentos durante la semana del 6 de diciembre de 2010 en San Francisco. El juicio está actualmente en suspenso debido a que el Noveno Circuito ha pedido al Tribunal Supremo de California que decida si los proponentes de la Propuesta 8 tienen legitimación para representar los intereses del Estado en este caso.

### Connecticut
El 10 de octubre de 2008, Connecticut se convirtió en el tercer estado en los EE. UU. a reconocer los matrimonios entre personas del mismo sexo; la sentencia del Tribunal Supremo del estado entró en vigor el 12 de noviembre de 2008.

### Iowa
El 3 de abril de 2009, el Tribunal Supremo de Iowa declaró que la ley que prohibía el matrimonio homosexual violaba la Cláusula sobre Protección Igualitaria de la Constitución del estado en una decisión unánime. La sentencia del Tribunal entró en vigor el 29 de abril de 2009.

### Vermont
Una propuesta para legalizar el matrimonio homosexual fue aprobada por la legislatura de Vermont el 2 de abril de 2009, pero el gobernador Jim Douglas vetó la ley el 6 de abril. Sin embargo, el 7 de abril, ambas cámaras de la legislatura votaron a favor de anular el veto del gobernador, por lo que Vermont fue el primer estado en los EE. UU. para legalizar los matrimonios homosexuales por vía legislativa. La ley está en vigor desde el 1 de septiembre de 2009.

### Nuevo Hampshire
Una propuesta para legalizar el matrimonios entre personas del mismo sexo fue firmada por el gobernador del estado Lynch el 3 de junio de 2009. Entró en vigor el 1 de enero de 2010.

### Distrito de Columbia
El matrimonio homosexual fue legalizado el 3 de marzo de 2010.

### Nueva York
El matrimonio entre personas del mismo sexo fue legalizado el 24 de junio de 2011, entrando en vigor el 24 de julio de ese mismo año.

### Washington
El matrimonio entre personas del mismo sexo fue legalizado en febrero de 2012.

### Maine
Una propuesta para legalizar el matrimonio homosexual fue aprobada por la Legislatura de Maine y fue firmada por el gobernador el 6 de mayo de 2009. La ley fue derogada por los votantes a través de un referendo el 3 de noviembre de 2009. La ley finalmente entró en vigor el 29 de diciembre de 2012.

### Delaware
El matrimonio entre personas del mismo sexo fue legalizado el 7 de mayo de 2013, entrando en vigor el 1 de julio de ese mismo año.

### Minnesota
El matrimonio entre personas del mismo sexo fue legalizado el 13 de mayo de 2013, entrando en vigor el 1 de agosto de ese mismo año.

### Nueva Jersey
El matrimonio entre personas del mismo sexo es reconocido legalmente desde el 21 de octubre de 2013.

### Hawái
El matrimonio entre personas del mismo sexo fue legalizado el 13 de noviembre de 2013, entrando en vigor el 2 de diciembre de ese mismo año.

### Nuevo México
El matrimonio entre personas del mismo sexo es legal desde el 19 de diciembre de 2013.

### Oregón
El matrimonio entre personas del mismo sexo es legal desde el 19 de mayo de 2014.

### Pensilvania
El matrimonio entre personas del mismo sexo es legal desde el 20 de mayo de 2014.

### Illinois
El matrimonio entre personas del mismo sexo fue legalizado el 20 de noviembre de 2013, entrando en vigor el 1 de junio de 2014.

### Virginia
El matrimonio entre personas del mismo sexo es legal desde el 6 de octubre de 2014.

### Utah
El matrimonio entre personas del mismo sexo fue legalizado el 20 de diciembre de 2013, entrando en vigor el 6 de octubre de 2014.

### Oklahoma
El matrimonio entre personas del mismo sexo es legal desde el 6 de octubre de 2014.

### Wisconsin
El matrimonio entre personas del mismo sexo es legal desde el 6 de octubre de 2014.

### Indiana
El matrimonio entre personas del mismo sexo es legal desde el 6 de octubre de 2014.

### Colorado
El matrimonio entre personas del mismo sexo es legal desde el 7 de octubre de 2014.

### Idaho
El matrimonio entre personas del mismo sexo es legal desde el 7 de octubre de 2014.

### Virginia Occidental
El matrimonio entre personas del mismo sexo es legal desde el 9 de octubre de 2014.

### Nevada
El matrimonio entre personas del mismo sexo es legal desde el 9 de octubre de 2014.

### Carolina del Norte
El matrimonio entre personas del mismo sexo es reconocido legalmente desde el 10 de octubre de 2014.

### Alaska
El matrimonio entre personas del mismo sexo es legal desde el 12 de octubre de 2014.

### Arizona
El matrimonio entre personas del mismo sexo es legal desde el 17 de octubre de 2014.

### Wyoming
El matrimonio entre personas del mismo sexo es legal desde el 21 de octubre de 2014.

### Kansas
El matrimonio entre personas del mismo sexo es legal desde el 4 de noviembre de 2014.

### Carolina del Sur
El matrimonio entre personas del mismo sexo es legal desde el 12 de noviembre de 2014.

### Montana
El matrimonio entre personas del mismo sexo es legal desde el 19 de noviembre de 2014.

### Florida
El matrimonio entre personas del mismo sexo es legal desde el 6 de enero de 2015.

## Uniones civiles
Las uniones civiles son un medio para establecer el parentesco de una manera similar a la del matrimonio. Los trámites para entrar en una unión civil y los beneficios y responsabilidades tienden a ser similares o idénticos a los relacionados con el matrimonio. Se utilizan varios nombres para referirse a las uniones civiles, pero la denominación "unión civil" se aplicó por primera vez en Vermont.
Algunos en la comunidad gay no consideran las uniones civiles un reemplazo para el matrimonio. "El matrimonio en los Estados Unidos es una unión civil, pero una unión civil, como se ha dado en llamar, no es el matrimonio", dijo Evan Wolfson de Freedom to Marry. "Se trata de una propuesta de mecanismo legal hipotética, ya que no existe en la mayoría de los lugares, para dar algunas de las protecciones, pero también retener algo precioso de la gente gay. No hay ninguna buena razón para hacer eso."

### Las uniones civiles en los estados

#### Illinois
El representante abiertamente gay, Greg Harris presentó un proyecto de ley para legalizar las uniones civiles para las parejas del mismo sexo tanto como los del opuesto. El 21 de marzo de 2007, el Comité Congresional de Servicios Humanos recomendó el proyecto de ley. El 30 de noviembre de 2010, la Cámara de Representantes votó para aprobar el proyecto de ley, y el 1 de diciembre de 2010, el Senado también lo hizo. El proyecto de ley fue firmado por el gobernador Pat Quinn el 31 de enero de 2011 y la ley entró en vigor el 1 de junio de 2011. Una pareja en una unión civil recibirá todos los beneficios y protecciones legales, y estará sujeto a todas las responsabilidades legales, tal y como están especificadas para las parejas casadas en Illinois.

#### Nueva Jersey
Después de una sentencia del Tribunal Supremo de Nueva Jersey, el estado creó un registro de uniones civiles. La decisión, similar a la sentencia de Vermont, requirió el estado a otorgar todos los beneficios dados a las parejas del sexo opuesto a las parejas del mismo sexo. Antes de la resolución, las parejas del mismo sexo recibían algunos beneficios bajo la ley estatal de parejas de hecho. La Ley de la Unión Civil entró en vigor el 19 de febrero de 2007.

#### Delaware
En abril de 2011, la legislatura del estado de Delaware aprobó una ley que reconoce las uniones civiles con "todos los derechos, beneficios y obligaciones del matrimonio bajo la ley estatal." El gobernador Jack Markell firmó la ley, que entrará en vigor en enero de 2012.

#### Hawái
En 2011, la legislatura del estado de Hawái aprobó una ley que reconoce las uniones civiles. El gobernador Neil Abercrombie firmó la ley el 24 de febrero de 2011.

#### Rhode Island
En junio de 2011, la Asamblea General de Rhode Island aprobó una ley que estableció las uniones civiles a partir del 1 de julio. El 2 de julio de 2011, el proyecto de ley fue firmada por el Gobernador Lincoln Chafee.

## Parejas de hecho
Las parejas de hecho son relaciones reconocidas por los empleadores o por el gobierno estatal o local. Los beneficios para las parejas de hecho oscilan desde muy limitados hasta todos los derechos posibles para las personas casadas en el estado, excepto por el gobierno federal. Mientras que la mayoría de las parejas de hecho otorgan derechos limitados, los esquemas de California, Oregón, Washington y Nevada proporcionan sustancialmente los mismos derechos que el matrimonio y por lo tanto, en esencia, las uniones civiles.

### Registros en condados y ciudades locales

Mapa de condados que ofrecen registros
Condado o ciudad ofrecen beneficios de pareja de hecho^{1}
Beneficios de pareja de hecho en todo el estado por matrimonio entre personas del mismo sexo, unión civil, o parejas de hecho
Condado o ciudad no ofrecen beneficios de pareja de hecho
----
^{1}Michigan prohíbe beneficios de pareja de hechos para trabajadores públicos que no están casados

Algunas ciudades de los Estados Unidos, incluyendo Nueva York, San Francisco y Toledo, ofrecen registros de pareja de hecho. Estos registros proveen acceso a servicios de la ciudad que están reservados a las parejas casadas.Algunos empleadores del sector privado en las ciudades ofrecen varios derechos.
Seis estados de EE. UU. tienen algún tipo de pareja de hecho. Los beneficios varían ampliamente, desde beneficios similares a los registros municipales hasta los mismos beneficios del matrimonio.

### Los registros de parejas de hecho en los estados

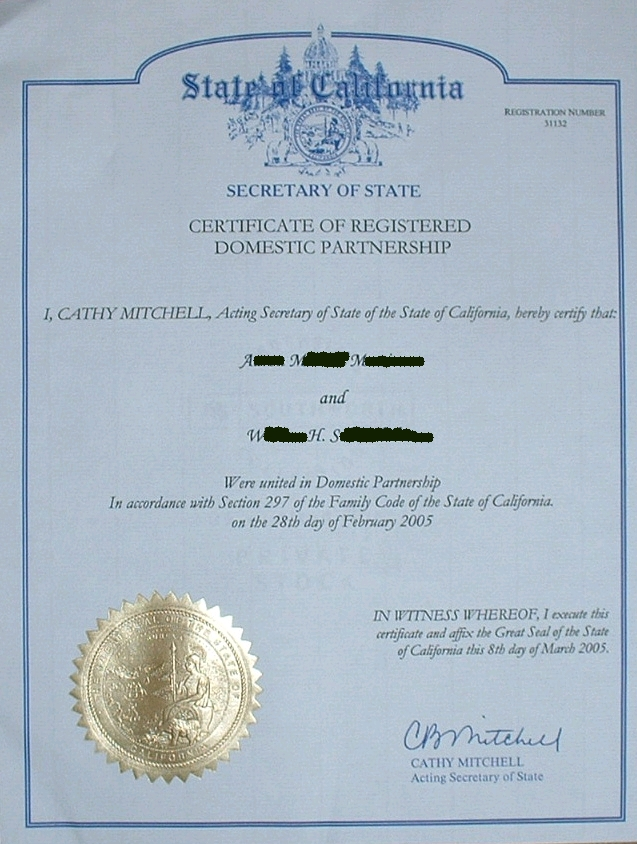
Un certificado de pareja de hecho de California.

#### California
Un registro de parejas de hecho está disponible para parejas del mismo sexo y para ciertas parejas de sexo opuesto que tienen por lo menos 62 años de edad. Cuando se convirtió en ley el 22 de septiembre de 1999, el registro de parejas de hecho daba pocos privilegios, como los de la visita hospitalaria. La legislatura se amplió la ley más tarde dando esencialmente los mismos derechos y responsabilidades que el matrimonio. Como tal, es difícil distinguir este reconocimiento entre las uniones civiles de otros estados.

#### Colorado
Desde el 1 de julio de 2009, las parejas no casadas han podido firmar un contrato de beneficios designados que les otorga algunos derechos limitados en Colorado, incluyendo arreglar el funeral del otro, recibir los beneficios por fallecimiento y la herencia de la propiedad sin necesidad de un testamento.

#### Distrito de Columbia
La ley de parejas de hecho de Washington D. C. entró en vigor el 11 de junio de 1992, pero no fue financiada por el Congreso hasta el año 2002. Los homosexuales y los heterosexuales pueden registrarse. También ha existido el matrimonio homosexual desde marzo de 2010.

#### Maine
Maine instituyó un registro de parejas de hecho en un acto que entró en vigor el 30 de julio de 2004. Según la ley, las parejas del mismo sexo tienen derecho a muchos de los beneficios del estado del matrimonio.

#### Maryland
El 1 de julio de 2008, el estado de Maryland legalizó las parejas de hecho. El registro da 11 derechos a las parejas de hecho y también les permite añadir el nombre de su pareja a una lista para no tener que pagar impuestos a la hora de transfirir propiedades.

#### Nevada
Desde el 1 de octubre de 2009, las parejas homosexuales y heterosexuales mayores de 18 años pueden registrarse como parejas de hecho.

#### Oregón
En 2004, los votantes aprobaron una enmienda constitucional estatal que prohibió el matrimonio homosexual. A pesar de esta derrota, los grupos para los derechos gay siguieron presionando al Congreso a aprobar las uniones civiles. La legislatura cambió el nombre y lo denominó pareja de hecho; este registro da prácticamente todos los mismos beneficios a nivel estatal que el matrimonio.
En abril de 2007, la Cámara de Representantes de Oregón aprobó el proyecto de ley.
La propuesta fue firmada por el Gobernador el 9 de mayo, e hizo a Oregón el noveno estado en los Estados Unidos para dar un cierto nivel de reconocimiento a las parejas del mismo sexo. Aunque la ley debía entrar en vigor el 1 de enero de 2008, se retrasó debido a una demanda y al final entró en vigor el 4 de febrero de 2008.

#### Washington
En 2007, 2008 y 2009, los registros para las parejas de hecho proveían cada vez más los derechos, responsabilidades y beneficios. La gobernadora Christine Gregoire firmó los tres proyectos de ley durante su mandato para expandir los beneficios. Una expansión para dar todos los mismos derechos que el matrimonio menos la denominación fue firmada por Gregoire el 17 de abril de 2009. La ley siguió en vigor tras un intento de deshacerla a través del Referendo 71. Los ciudadanos votaron a favor de la expansión de derechos por un 53%. 

#### Wisconsin
La legislatura de Wisconsin aprobó su presupuesto de 2009-2010 el 26 de junio de 2009. El Gobernador Jim Doyle agregó una enmienda al presupuesto para legalizar un registro de parejas de hecho para todas las personas solteras, aunque sólo da algunos beneficios. Wisconsin es el primer estado en ofrecer tales beneficios a parejas del mismo sexo a pesar de tener una prohibición constitucional contra el matrimonio homosexual y cualquier otro reconocimiento comparable, como las uniones civiles. Un análisis legal encontró el 15 de mayo de 2009, que la adición de este lenguaje en el presupuesto a pesar de las prohibiciones constitucionales era probablemente legal debido a que este registro no es comparable con las uniones civiles, ya que da muy pocos derechos El Tribunal Supremo del estado se negó a escuchar un caso sobre la constitucionalidad de la ley antes de su implementación.
La ley entró en vigor el 3 de agosto de 2009.

## Reconocimiento religioso

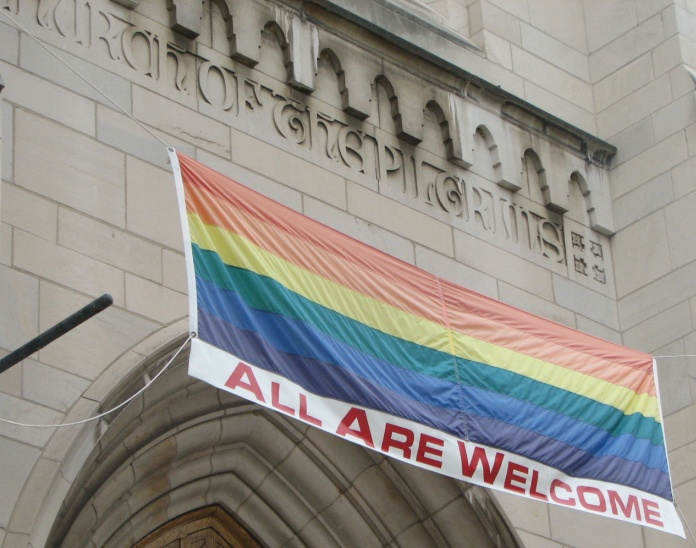
Iglesia presbiteriana en Washington D. C. con la Bandera LGBT en la puerta de acceso principal

La postura de las diversas religiones profesadas en los Estados Unidos frente al reconocimiento de uniones homosexuales es variada y ha sido tema de fuertes debates al interior de la sociedad estadounidense, no obstante, a pesar de que muchos credos dicen admitir a los homosexuales dentro de sus fieles, en la práctica la mayoría no reconoce ningún tipo de unión entre personas del mismo sexo. 

### Protestantismo
Dentro del protestantismo estadounidense, el país con el mayor número de protestantes del mundo, existen amplias divergencias de argumentos entre las diferentes iglesias con respecto a las uniones gay. Entre las más importantes que realizan algún tipo de unión del mismo sexo se encuentran las siguientes:
- La Iglesia episcopal en los Estados Unidos realiza una «bendición» a parejas del mismo sexo, además fue la primera del país en ordenar obispos homosexuales dentro de su congregación desde 2003.[33]

- La Iglesia Unida de Cristo fue la primera iglesia cristiana de Estados Unidos en promover el matrimonio entre personas del mismo sexo en 2005. En 1972 fue la primera iglesia protestante en ordenar a un reverendo abiertamente gay y la primera ministra lesbiana.[34]

- La Iglesia evangélica luterana en Estados Unidos permite el matrimonio gay, pero deja la libertad para que cada ministerio de la congregación decida si realizarlo o no, de acuerdo a la resolución de 2009.[35]

- La Iglesia presbiteriana, que reformó su constitución sobre el matrimonio en marzo de 2015, definiéndolo como un «compromiso entre dos personas» y no «entre un hombre y una mujer», de esta manera reconoció oficialmente el matrimonio gay.[36]

### Catolicismo
La Iglesia católica en los Estados Unidos se ha declarado abiertamente en contra del matrimonio homosexual y de la aceptación social hacia la homosexualidad.

### Judaísmo
Los judeo-estadounidenses están dentro de los judíos que más apoyan el matrimonio gay en el mundo. Existen algunas comunidades judías que están a favor de realizar rituales para la «bendición» de parejas gay adherentes a la religión y que sostienen una vida en común de forma estable, usando la terminología y los símbolos similares a los de una boda heterosexual.